# 知多つばめタクシー
株式会社知多つばめタクシー（ちたつばめタクシー）は、愛知県東海市名和町に本社を置く、つばめタクシーグループに属するタクシー事業者である。
中部国際空港にも乗り入れ、名古屋市内と空港を結ぶ乗合タクシー「エアポートリムジン」も運行している。
なお、親会社のつばめ自動車と同様に、社章「2羽のつばめ」は、かつての国鉄の特急つばめ号や、JR九州の新幹線つばめ号のヘッドマークと同一であるが、JRグループとは一切関係ない。

## 営業所
- 本社営業所（旧・名宏タクシー） : 愛知県東海市名和町東岨38番地1

## タクシー乗り場
- 巽ヶ丘駅前（知多市）